# Achille-Jacques Fédel
Pour les articles homonymes, voir Fédel.
Achille Jacques Louis Auguste Fédel, né le 30 avril 1795 à Paris,, ville où il est mort le 21 mai 1849,, est un architecte et ornemaniste français.

## Biographie

### Formation
Élève des Beaux-Arts auprès d'Alexandre-Théodore Brongniart puis de François Debret, il sort diplômé en 1812, part à Rome et décroche en 1813 le deuxième prix,.
Au début des années 1820, Fédel est proche d'Eugène Delacroix.
D'après la plupart des sources, il ne consacra son cabinet qu'à des études et projets destinés aux particuliers (décoration d'intérieurs, mobiliers, etc.)

### L'hôtel Hope
Il accède à la célébrité en 1838 par le biais du baron Hope qui lui commande la transformation puis l'aménagement d'un hôtel particulier au 57 rue Saint-Dominique, dans le style inspiré de la Renaissance, qui caractérisera plus tard l'éclectisme, courant propre au Second Empire.
Devenu aujourd'hui le siège de l'ambassade de Pologne à Paris, cet hôtel fut conçu à l'origine par Brongniart entre 1774 et 1777 pour le compte de Marie-Catherine de Brignole, séparée d'Honoré-Camille-Léonor Grimaldi, prince de Monaco. Surnommé « hôtel de Monaco », il fut racheté en 1809 par le maréchal Davout puis revendu par sa veuve à Hope en 1838. Ce dernier n'avait donc pas choisi Fédel par hasard pour les travaux de transformations. L'élève de Brongniart, dans la distribution des pièces, assura 
Pour une partie de la décoration, Fédel fit appel à Philippe Comairas qui, s'estimant lésé au moment d'être payé, fit un procès à Hope qu'il gagna.

### Vie privée
Marié à Anne Philippine Coussin le 18 septembre 1841, Fédel résidait rue du Faubourg-Poissonnière.

## Citations

### Journal de Delacroix
« 27 août [1855] : Le soir, je vais voir l'exposition de l'école de dessin de Lequien fils. J'y trouve Wey (2) et ses fils ; il me promet de me donner le dessin de Fedel (sic), d'après moi, fait il y a une quarantaine d'années et si remarquable. Wey me dit que c'est la seule chose remarquable faite d'après moi.
Note 2 : Francis Wey (1812-1882), littérateur et philologue, avait été nommé en 1852 inspecteur général des Archives départementales. II fut également, de 1853 à 1865, président de la Société des gens de lettres. »

—  Le Journal de Delacroix, Paris, Plon, 1895, tome 3, p. 68.

### Fédel vu par Chesneau
« C’était un homme très actif, très passionné en faveur de toute la jeunesse romantique et qui se faisait le lien vivant, le trait d’union empressé, chaleureux, dévoué, des artistes entre eux et des artistes avec les amateurs. »

— Ernest Chesneau,  Peintres et statuaires romantiques, p. 82.

## Iconographie
- Portrait d'Achille-Jacques Fédel, huile sur toile, 0,61 x 0,50 m, département des peintures, Paris, musée du Louvre, auteur anonyme (sans doute celui exposé par Charles-Émile Callande de Champmartin au Salon de 1840 sous le n° 236[12]), Cote RF 1952-5, acheté par le musée à Madame Schaub[13].